# Phaeochrous tanzanicus
Phaeochrous tanzanicus is een keversoort uit de familie Hybosoridae. De wetenschappelijke naam van de soort is voor het eerst geldig gepubliceerd in 2002 door Tagliaferri.